# Municipio de Avilla
El municipio de Avilla (en inglés: Avilla Township) es un municipio ubicado en el condado de Comanche en el estado estadounidense de Kansas. En el año 2010 tenía una población de 84 habitantes y una densidad poblacional de 0,27 personas por km².

## Geografía
El municipio de Avilla se encuentra ubicado en las coordenadas 37°5′17″N 99°18′33″O / 37.08806, -99.30917. Según la Oficina del Censo de los Estados Unidos, el municipio tiene una superficie total de 309.24 km², de la cual 308,79 km² corresponden a tierra firme y (0,15 %) 0,46 km² es agua.

## Demografía
Según el censo de 2010, había 84 personas residiendo en el municipio de Avilla. La densidad de población era de 0,27 hab./km². De los 84 habitantes, el municipio de Avilla estaba compuesto por el 91,67 % blancos, el 8,33 % eran de otras razas. Del total de la población el 15,48 % eran hispanos o latinos de cualquier raza.